# Jack Walrath
Jack Walrath (Stuart, de Florida, 5 de mayo de 1946) es un trompetista y fliscornista estadounidense de jazz.

## Historial

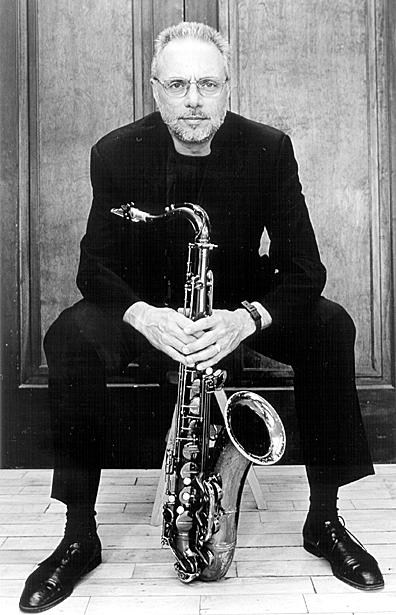
Pat LaBarbera

Entre 1964 y 1968, estudia música en la Berklee School de Boston, y empieza a tocar con Miroslav Vitous y Pat LaBarbera (n. 1944). Trabajará también con diversos artistas de rhythm and blues de primer nivel, como The Drifters, The Platters o Jackie Wilson, hasta que se traslada a Los Ángeles (California) (1969). Formará parte de la big band de Ray Charles, y colaborará con músicos de la Costa Oeste como el trompetista Luis Gasca y el trombonista Glenn Ferris (n. 1950).
En 1973 se establece en Nueva York, y unos meses más tarde se incorpora a la banda de Charles Mingus, con quien permanecerá hasta 1977. Después, forma su propio grupo, colaborando en ocasiones con el baterista Dannie Richmond (1931 - 1988), y realizando grabaciones con varios músicos, ya como director, ya colaborando con ellos: Muhal Richard Abrams, el saxofonista tenor Ricky Ford (n. 1954), Sam Rivers, Joe Morello, Miles Davis, Quincy Jones, Ray Anderson, el trombonista Craig Harris (n. 1953), el baterista Pete LaRoca (n. 1938), el pianista Mike Longo (n. 1939), Elvis Costello, Larry Willis, el pianista suizo George Gruntz (n. 1932), Gunther Schuller, el pianista Hal Galper (n. 1938), Bobby Watson y el saxofonista alto Richie Cole (n. 1948). En 1987, Walrath fue propuesto como candidato a los  Premios Grammy por una versión del tema I'm So Lonesome I Could Cry, incluida en el álbum Master of Suspense, en colaboración con Willie Nelson.
Como compositor ha realizado trabajos para TV (Homicide: Life on the Streets) y para numerosos músicos. Ha obtenido diversos reconocimientos, entre ellos la Aaron Copland Composition Grant (Beca de Composición Aaron Copland).

## Discografía

### A su nombre
- Demons in Pursuit, Gatemouth Records, 1979
- In Montana, Labor Records, 1980
- Revenge of the Fat People, Stash Records, 1981
- In Europe, Steeplechase Records, 1982
- A Plea for Sanity, Stash Records, 1982
- At the Umbria Jazz Festival, Vols. 1 and 2, RED Distribution, 1983
- Killer Bunnies, Spotlite Records, 1986
- Wholly Trinity, Muse Records, 1986
- Master of Suspense, Blue Note Records, 1986
- Neohippus, Blue Note Records, 1988
- Out of the Tradition, Muse Records, 1990
- Gut Feelings, Muse Records, 1990
- Portraits in Ivory and Brass, Mapleshade Records, 1992
- Serious Hang, Muse Records, 1992
- Hi Jinx, Stash Records, 1994
- Journey, Man!, Evidence Records, 1995
- Hip Gnosis, TCB Records, 1996
- Solidarity, Act Records, 1996
- Sonage by Duplexus, Rara Records, 2000
- Get Hit in Your Soul, Act Records, 2000
- Invasion of the Booty Shakers, Savant, 2001
- Ballroom, Steeplechase Records, 2008
- Heavy Mirth, Steeplechase Records, 2008
- Forsooth, Steeplechase Records, 2011

### Como colaborador
- The King Arrives, King Errisson, Canyon Records, 1970
- Changes One, Charles Mingus, Atlantic Records, 1974
- Changes Two, Charles Mingus, Atlantic Records, 1974
- Three or Four Shades of Blues, Charles Mingus, Atlantic Records, 1977
- Lionel Hampton Presents Charles Mingus, Charles Mingus, Who’s Who in Jazz Records, 1977
- Cumbia and Jazz Fusion, Charles Mingus, Atlantic Records, 1978
- Live at the Village Vanguard, Red Rodney, Muse Records, 1980
- Live at Montreux, Mingus Dynasty, Collectables Records, 1980
- Dannie Richmond Plays Charles Mingus, Dannie Richmond, Timeless Records, 1980
- Tenor for the Times, Ricky Ford, Muse Records, 1981
- Something Like a Bird, Charles Mingus, Atlantic Records, grabado en 1979 aunque editado en 1981
- Dannie Richmond Quintet, Dannie Richmond, Gatemouth Records, 1981
- Sax Maniac, James White, Warner Brothers Records, 1982
- Dionysius, Dannie Richmond, Gatemouth Records, 1983
- In Case You Missed It, Charli Persip Superband, Soul Note, 1984
- No Dummies Allowed, Charli Persip Superband, Soul Note, 1987
- Give the Drummer Some, Mike Clark, Stash Records, 1989
- Hearinga Suite, Muhal Richard Abrams, Black Saint Records, 1989
- At Last, Lou Rawls, Blue Note Records, 1989
- The Jazz Tribe, Jazz Tribe, RED Distribution, 1990
- Blu Blu Blu, Muhal Richard Abrams, Black Saint Records, 1991
- Miles & Quincy: Live at Montreux, Miles Davis y Quincy Jones, Warner Brothers Records, 1991
- Beyond Another Wall: Live in China, George Gruntz Concert Jazz Band, TCB Records, 1992
- Blues and the Abstract Truth, Suzanne Pittson, Vineland Records, 1992
- Blues Mission, Pee Wee Ellis, Gramavision Records, 1992
- Why I Like Coffee, Bob Nell, New World Records, 1992
- Mood Swing, Manhattan New Music Project, Soul Note Records, 1992
- Rush Hour, Joe Lovano (Blue Note 1994)